# Nældens takvinge
Nældens takvinge (Aglais urticae) er en sommerfugl i takvingefamilien. Den er udbredt i næsten hele Europa og gennem Asien til stillehavskysten. Den er almindelig i Danmark og er udnævnt til nationalsommerfugl. Den er en forårsbebuder, der kommer frem fra overvintring, når temperaturen i marts stiger over 8-10 grader. Forekommer overalt, hvor der vokser nælder og på steder med egnede overvintringssteder. Hannen er meget territorial om foråret. Hvis en fredsforstyrrer i form af en anden sommerfugl eller et andet insekt bevæger sig ind i territoriet, bliver den straks jaget væk igen.

## Udseende
Nældens takvinge er ikke så stor, men dens farver er meget iøjnefaldende. På forkanten af forvingen veksler pletter i sort og hvid-gult. Bundfarven på vingerne er en meget kraftig orange, og på kanten af vingerne findes et bånd af små lyseblå pletter. Nældens takvinge har et vingefang på 40-52 mm. Umiddelbart kan den minde lidt om kirsebærtakvinge, som dog er noget større, har fire sorte pletter på forvingerne og mangler de tydelige blå pletter langs kanten af forvingerne.
- Aglais urticae.
- △ Aglais urticae.

## Livscyklus
Den voksne sommerfugl ses tit om vinteren i kældre og på kølige lofter sammen med dagpåfugleøjen. De første individer er på vingerne i marts, hvor de normalt vågner af vinterdvalen. Den nye familie bliver til i slutningen af juli. Æggene lægges på undersiden af nældeblade, og efter 10 dage klækkes æggene, og larverne kommer frem. Larvetiden varer 3-4 uger, og larven måler da 3-4 centimeter. Efter forpupningen går der omkring 12 dage, før den færdige sommerfugl kryber frem. Den voksne sommerfugl lever af nektar fra blomster.

## Foderplanter
Stor Nælde og undertiden også Liden Nælde.

## Galleri
| Galleri med danske arter i Takvingefamilien |
| --- |
| Egentlige takvinger ↓ - Perlemorsommerfugle ↓ Randøjer ↓ - Monark - Leptidea sinapis - Iris - Apatura iris - Poppelsommerfugl - Limenitis populi - Hvid admiral - Limenitis camilla Egentlige takvinger - Kirsebærtakvinge - Nymphalis polychloros - Østlig takvinge - Nymphalis xanthomelas - Det hvide L - Nymphalis vaualbum - Sørgekåbe - Nymphalis antiopa - Dagpåfugleøje - Aglais io - Admiral - Vanessa atalanta - Tidselsommerfugl - Vanessa cardui - Nældens takvinge - Aglais urticae - Det hvide C - Polygonia c-album - Nældesommerfugl - Araschnia levana Pletvinger - Okkergul pletvinge Melitaea cinxia - Mørk pletvinge Melitaea diamina - Brun pletvinge Mellicta athalia - Askepletvinge Euphydryas maturna - Hedepletvinge Euphydryas aurinia Perlemorsommerfugle - Kejserkåbe Argynnis paphia - Østlig perlemorsommerfugl - Argynnis laodice - Markperlemorsommerfugl Argynnis aglaja - Skovperlemorsommerfugl Argynnis adippe - Klitperlemorsommerfugl - Argynnis niobe - Storplettet perlemorsommerfugl Issoria lathonia - Engperlemorsommerfugl Brenthis ino - Moseperlemorsommerfugl Boloria aquilonaris - Brunlig perlemorsommerfugl Boloria selene - Rødlig perlemorsommerfugl Boloria euphrosyne - Violet perlemorsommerfugl Clossiana dia Randøjer - Galathea Melanargia galathea - Sandrandøje Hipparchia semele - Skovbjergrandøje Erebia ligea - Græsrandøje Maniola jurtina - Engrandøje Aphantopus hyperanthus - Buskrandøje Pyronia tithonus - Moserandøje Coenonympha tullia - Okkergul randøje Coenonympha pamphilus - Perlemorrandøje Coenonympha arcania - Herorandøje Coenonympha hero - Skovrandøje Pararge aegeria - Vejrandøje Lasiommata megera - Skovvejrandøje Lasiommata maera - Bjergvejrandøje Lasiommata petropolitana |